# Magyarország gazdasága 1945 és 1989 között
A világháborút elvesztő Magyarországot szovjet csapatok szállták meg. A szövetségeseket is csak ők képviselték, ez látszik a Szövetséges Ellenőrző Bizottságban (SZEB) is. Így minden ellenőrzés a szovjetek kezébe került.
1945 márciusában a kormány kihirdette a földreformrendeletet. Ekkor felosztották a hadifoglyok, háborús bűnösök és azok földjeit, akiknek több mint 1000 holdjuk volt. Ennek valóban haszonélvezői lettek a mezőgazdaságból élő parasztok.

## Újjáépítés ésállamosítás
A háborús pusztítások, a szovjet megszállás és a jóvátételi kötelezettségek következtében Magyarország gazdasága katasztrofális helyzetbe került: 1945 májusában az ipari termelés a háború előtti szint kevesebb, mint harmadára csökkent, a hivatalos élelmiszer fejadag az éhezést jelentette annak, aki kénytelen volt ezzel beérni. A pengő teljesen elértéktelenedett a világtörténelem legnagyobb mértékű inflációja során.
Saját erőforrásokra támaszkodva (árufelhalmozás, a jóvátételi szállítások átütemezése, bérek csökkentése), illetve a Nemzeti Bank amerikaiaktól visszakapott aranykészletét felhasználva 1946. augusztus elsején bevezették az új pénzt, a forintot. A gazdasági stabilizáció legfontosabb lépéseként sikeresen megfékezték az inflációt.
Ezt követhette az ország újjáépítése, melynek köszönhetően az infrastruktúrát felújították és elkezdődhetett a termelés is.
1946-ban államosították a szénbányákat és a fontosabb nagyüzemeket. Az 1947-ben bevezetett hároméves terv jelentős fejlesztéseket irányzott elő mind az iparban, mind a mezőgazdaságban. Végül az előre megszabott arány eltolódott az ipar javára. Ezzel a gazdaság szerkezetében mélyreható változás indult meg: az iparon belül a nehézipari termelés jelentősen növekedett, míg a könnyűipari ágazatok háttérbe szorultak. 1949-ben az ország alapító tagként lépett be a KGST-be.

## A párizsi békeszerződések
Az 1947. február 10-én aláírt párizsi béke visszaállította a trianoni határokat, valamint engedélyezte a szovjet csapatok Magyarországon való ideiglenes tartózkodását. Gazdasági vonatkozásban előírta, hogy 1953-ig 300 millió USA dollár értékű jóvátételt kell kifizetnie az országnak.

## Rákosi-rendszer idején
Rákosiék a gazdasági szerkezet átalakítása során is a szovjet modellt másolták: a legfontosabb célnak a gyors iparosítást, főleg a nehézipar fejlesztését, illetve a mezőgazdaság kollektivizálását tartották.
Az iparfejlesztés követelményeit ötéves tervekben fogalmazták meg. A célokat a lehető leggyorsabban akarták teljesíteni, ezért a nemzeti jövedelem aránytalanul magas hányadát fordították a nehéz- és hadiipari beruházásokra. Ennek következtében az ipari termelés 1953-ra az 1938-as háromszorosára növekedett, az életszínvonal ugyanakkor még a második világháború előtti szintet sem érte el. 1951-ben átmenetileg újra be kellett vezetni a jegyrendszert.
A mezőgazdasági termelőszövetkezetek, a TSZ-ek szervezése azonban lassan haladt: a parasztság ellenállt, ragaszkodott földjéhez és önállóságához. 1953-ban a megművelt földterület kétharmada még mindig magángazdák kezében volt – több százezren viszont végleg felhagytak a gazdálkodással, helyette a nehéziparban vagy a nagy beruházások építkezésein dolgoztak segéd- vagy betanított munkásként. A mezőgazdasági termelés szintje nem érte el a világháború előttit; Magyarország a Rákosi-korszakban kenyérgabona és bor importjára kényszerült.[forrás?]

## A Kádár-rendszer idején
A mezőgazdaság átszervezésekor határozottan végrehajtották a téeszesítést, de magántulajdonban hagyták a háztáji földeket, ahol a parasztság önmaga számára és piacra is tudott termelni. Ez a politika annyira sikeresnek bizonyult, hogy a háztájinak hamarosan kulcsszerepe lett az élelmiszerellátás stabilizálásában.

### Azúj gazdasági mechanizmus
Az 1960-as évek közepén kiderült, hogy az iparosítás addigi, csak a mennyiség fokozására törekvő modellje kezdi kimeríteni lehetőségeit, s olyan fejlődésre van szükség, amely a minőséget, a hatékonyságot és az eladhatóságot helyezi előtérbe. Ekkoriban több más szocialista országban, így a Szovjetunióban is sokat beszéltek a gazdasági változtatások szükségességéről, ezért a magyarországi vezetés – többéves előkészítés és vita után – 1966-ban nyilvánosságra hozta döntését, miszerint 1968. január elsejétől érvénybe lép az új gazdasági mechanizmus.
Különösen sikeresnek bizonyult a reform a mezőgazdaságban. A téeszek és állami gazdaságok nagyüzemeit jól kiegészítették a korlátozások jó részétől megszabadított, a munkaigényes tevékenységeket végző háztáji- és kisegítő gazdaságok. 1970-es években a magyar mezőgazdaság megközelítette, bizonyos területeken el is érte a világszínvonalat.
1973-tól kezdve a reformoknál könnyebb útnak bizonyult a hitelfelvétel a nemzetközi pénzpiacon. A hetvenes években különösen kedvező feltételekkel vett fel az ország hiteleket, így Magyarország külföldi adóssága a tízszeresére nőtt. Hamarosan azonban kiderült: hosszú távon a hitelek és a kamatok törlesztése túlságosan megterheli a költségvetést.
A hetvenes években, az 1973-as és 1979-es olajválság idején a magyarországi politikusok azt hangoztatták, hogy „a világgazdaság kedvezőtlen hatásai nem gyűrűznek be hozzánk”. Az évtized végére azonban kiderült, hogy a bizakodásnak nincs alapja. A Szovjetunió egyre kevésbé tudta olcsó olajjal ellátni a magyar gazdaságot, a világpiaci árakon vásárolt kőolaj pedig súlyos gazdasági terhet jelentett. Az 1980-as évekre a gazdaság minden ágában éreztette hatását.
1981-ben – a fenyegető pénzügyi összeomlás elkerülése érdekében – Kádár még olyan, a szovjetek neheztelését kiváltó lépésekre is vállalkozott, mint Magyarország beléptetése a Nemzetközi Valutaalapba és a Világbankba. Az átmeneti javulást azonban csak olyan átfogó reformokkal lehetett volna tartóssá tenni, amelyek a rendszer legfontosabb vívmányait, azaz a kommunista országokhoz képest viszonylag magas életszínvonalat és a teljes foglalkoztatottságot negatívan érintették volna. Mivel ezt a politikai vezetés megengedhetetlennek tartotta, a nyolcvanas évek derekán ismét válságos helyzetbe került a magyar gazdaság.

## A rendszer válsága
Az 1980-as évek második felében az ország fokozatosan mélyülő politikai, társadalmi és gazdasági válságot élt át. A gazdaságban az állami tulajdonban levő vállalatok túlsúlya csökkent - a holding jellegű széttagolások ellenére, mint például a MEDICOR-nál. Tőkeerős nyugati cégek bevonásával vegyesvállalatok alakultak és kezdetét vette a (spontán) privatizáció. A kisvállalkozások szerepe az állami korlátozások (például a vállalati különadó) ellenére növekedett. Az állami tulajdon túlsúlya és a Kádár-rendszer gazdaságpolitikájának alapkövét jelentő teljes foglalkoztatottság 1987-től már nem volt fenntartható. A gazdasági jogalkotás és az 1989-es alkotmányreform elősegítette a piacgazdaságra történő teljes áttérés megkezdését.